# Heteropoda parva
Heteropoda parva là một loài nhện trong họ Sparassidae.
Loài này thuộc chi Heteropoda. Heteropoda parva được Peter Jäger miêu tả năm 2000.